# پرچم جزایر مارشال

نسبت: ۱۰:۱۹

پرچم جزایر مارشال، پرچم رسمی جزایر مارشال است که در ۱ مه ۱۹۷۹ توسط املان کابوآ طراحی شد.